# Ewald August König
Ewald August König, Pseudonyme Ernst Kaiser und C. Reinfels (* 22. August 1833 in Barmen (heute Stadtteil von Wuppertal); † 9. März 1888 in Köln) war ein deutscher Schriftsteller und Kaufmann.

## Leben
August Ewald König gilt als einer der ersten modernen Krimi-Autoren in Deutschland. Er beschäftigte sich in seinem Werk auch mit aktuellen gesellschaftspolitischen Themen, bspw. schrieb er 1871 einen mehr als tausendseitigen Kolportageroman über die die Pariser Kommune und ihre Niederschlagung durch französischen Regierungstruppen.

## Werke
- Der Perlenschmuck, Die Heimkehr, Novellen, Dürr, Leipzig 1863
- Deutsche Abende, eine Novellen-Sammlung, 3. Band, Novellen von Agnes Lessad und Ewald August König, Dürr, Leipzig 1864, MDZ München
- Schicksalswege von Agnes Lessad (Hrsg.), Ein Emancipirter
- Verschollen!, Roman- und Novellenmappe, Hamburg 1869
- Baronin von Waldstett, Novelle., Gustav Berend, Berlin 1869 MDZ München
- Die Verschwörung der Republikaner oder Die Geheimnisse der Belagerung von Paris, Verlag Schoenfeld, Düsseldorf, 1872
- Um Krone und Reich. Verlorene Liebe – verlorenes Glück. Heidelberg und Zürich, um 1875[3]